# Suginami

Sectorul Suginami pe harta Tokyo

Suginami (杉並区 Suginami-ku?) este un sector special al zonei metropolitane Tōkyō în Japonia.